# Округ Сивод (Небраска)
Округ Сивод (енгл. Seward County) је округ у америчкој савезној држави Небраска.

## Демографија
По попису из 2010. године број становника је 16.750, што је 254 (1,5%) становника више него 2000. године.
| Група             | 2000.          | 2010.          |
| Белци             | 16.077 (97,5%) | 16.152 (96,4%) |
| Афроамериканци    | 47 (0,3%)      | 60 (0,4%)      |
| Азијати           | 48 (0,3%)      | 72 (0,4%)      |
| Хиспаноамериканци | 179 (1,1%)     | 272 (1,6%)     |
| Укупно            | 16.496         | 16.750         |